# Przygody małego Nemo w krainie snów
Przygody małego Nemo w krainie snów (ang. Little Nemo: Adventures in Slumberland) – japońsko-amerykański film animowany z 1989 roku w reżyserii Masami Hata i Williama Hurtza. Film powstał na podstawie komiksu Mały Nemo w Krainie Snów Winsora McCaya.

## Fabuła
Film opowiada o małym chłopcu imieniem Nemo, który otrzymuje uroczyste zaproszenie od tajemniczego władcy Krainy Snów - króla Morfeusza - do zabaw z jego córką, księżniczką Camille. Po krótkim zastanowieniu Nemo decyduje się przyjąć zaproszenia i wraz z wiewiórką Ikarem wsiada na pokład sterowca i wyrusza do Krainy Snów. Po pewnym czasie Nemo zostaje dziedzicem Krainy i otrzymuje od Króla Morfeusza tajemniczy klucz, którego musi strzec i pilnować, by nigdy nie otworzyć drzwi, do których ten przedmiot pasuje. Flip jednak nakłania chłopca, by otworzył złowrogie wrota - zza drzwi wypełzają straszliwe koszmary, które w końcu dopadają króla Morfeusza i porywają go do Krainy Koszmaru. Nemo, księżniczka Camille, profesor Geniusz i Flip organizują wyprawę ratunkową - docierają do Krainy Koszmaru, gdzie później sympatyczne i pomocne gobliny pomagają Nemo i Ikarowi dostać się tajnym wejściem do lochów zamku Króla Krainy Koszmaru. Niestety nie wiedzą oni, że wielka, latająca płaszczka złego króla śledzi ich od dłuższego czasu... Nie obędzie się bez użycia latającego łóżka i berła Króla Morfeusza...

## Obsada
| Postać           | Wersja japońska | Wersja angielska  |
| ---------------- | --------------- | ----------------- |
| Nemo             | Takuma Gōno     | Gabriel Damon     |
| Flip             | Chikao Ōtsuka   | Mickey Rooney     |
| Ikar             | –               | Danny Mann        |
| profesor Geniusz | Kōichi Kitamura | René Auberjonois  |
| królewna Kamila  | Hiroko Kasahara | Laura Mooney      |
| król Morfeusz    | Kenji Utsumi    | Bernard Erhard    |
| Król Koszmarów   | Tarō Ishida     | William E. Martin |
| ojciec Nemo      | Tesshō Genda    | Greg Burson       |
| matka Nemo       | Mari Yokō       | Jennifer Darling  |
| Oompa            | Hiroshi Ōtake   | Neil Ross         |
| Oomp             | Keiichi Nanba   | Alan Oppenheimer  |
| Oompo            | Masaharu Satō   | John Stephenson   |
| Oompe            | Kōzō Shioya     | Sidney Miller     |
| Oompy            | Hiroko Emori    | Michael Bell      |

## Wersja polska

### Wersja VHS
Wersja z angielskim dubbingiem i polskim lektorem
- Dystrybucja: BOOM Film[3]
- Czyta: Mirosław Skibiński

Źródło:

### Wersja DVD
Wersja wydana pod tytułem Przygody małego Nemo.
- Dystrybucja: Kino Świat[5]